# Figlie della Santa Vergine Immacolata di Lourdes
Le Figlie della Santa Vergine Immacolata di Lourdes, dette di Massa Lubrense, sono un istituto religioso femminile di diritto pontificio.

## Storia
La congregazione fu fondata nel 1873 a Massa Lubrense dal sacerdote Francesco Gattola (1823-1899).
Nonostante i contrasti con l'arcivescovo di Sorrento (che rifiutò ogni riconoscimento formale all'istituto) e l'ostilità dei famigliari (Gattola aveva destinato tutti i suoi beni alla sua opera), il fondatore guidò la compagnia fino alla morte, quando gli subentrò Gennaro Cosenza, vescovo di Caserta.
Nel 1928 la congregazione per i Religiosi nominò Adeodato Piazza visitatore apostolico della famiglia religiosa. Piazza rivide le costituzioni, riformò il governo e ottenne dall'arcivescovo di Sorrento l'erezione canonica: nel 1930 dichiarò conclusa la visita apostolica.
La congregazione, aggregata all'Ordine dei Frati Minori dal 3 dicembre 1931, ricevette il pontificio decreto di lode il 4 marzo 1943.

## Attività e diffusione
Le suore si dedicano all'istruzione e all'educazione cristiana della gioventù e all'assistenza agli ammalati, sia negli ospedali che a domicilio.
Oltre che in Italia, sono presenti in Brasile, Costa Rica, Francia, Messico; la sede generalizia, dal 1962, è a Roma.
Alla fine del 2008 la congregazione contava 146 religiose in 24 case.